# Reiferbusch
Reiferbusch ist ein Ortsteil im Stadtteil Stadtmitte von Bergisch Gladbach. 

## Geschichte
Der Name Reiferbusch entstand in Anlehnung an die frühneuzeitliche Hofgründung Am Reif, die 1595 erstmals mit der Bezeichnung Reiffer Gut urkundlich erwähnt und im Kataster von 1869 verzeichnet ist. Es liegen verschiedene Erklärungsversuche zur Deutung des Bestimmungsworts Reif vor.

## Etymologie
Nach dem mundartlichen Begriff om Reef (= am Ring) würde die Bezeichnung auf eine leichte Krümmung der ehemaligen Bocker Gasse (heute Laurentiusstraße) im Bereich der ehemaligen Hofstelle Reiffer Gut hinweisen. Möglicherweise ist Reif aus dem mittelhochdeutschen rif (= gefrorener Tau) herzuleiten und bezeichnet eine exponierte Lage, die Tau- und Reifbildung begünstigt.